# Vietnameser
[Vietnameser eller Kinh (vietnamesiska: người Việt eller người Kinh), är ett folkslag i Sydostasien med ursprung från Dong Sonkulturen i dagens nutida Nordvietnam. Vietnameser talar språket vietnamesiska. 
Vietnameser är den dominerande etniska gruppen i dagens Vietnam, där de kallas Kinh för att särskilja dem från andra etniska grupper av Vietnams befolkning, och utgör 86 procent av befolkningen, enligt en folkräkning som gjordes 1999. 
Vietnameser ingår geografiskt och lingvistiskt i Sydostasien, men man har också på grund av långa perioder av kinesisk dominans och påverkan placerat vietnameser i den östasiatiska kultursfären, mer specificerat till Hankineserna i södra Kina.
Namnet Việt är en förkortning av ordet Bách Việt ett namn som förr användes för olika folkslag som inte hade kinesiskt ursprung, men som assimilerats till den kinesiska kulturen. Nam betyder syd, eller söder om, och Vietnam betyder alltså på svenska "Söder om Viet", eftersom Vietnam ligger söder om Bách Việt.

## Historia
Första gången vietnameser omnämns i skriftliga källor, omtalas de som Lạc Việt boende i landet Văn Lang. Arkeologernas fynd från Dong Sonkulturen (också kallad Lac-kulturen) är daterade till bronsåldern.
Vietnameserna eller Kinhfolket ingår i den austroasiatiska folkgruppen och ursprungar från dagens sydkina.
Från sydkina utgick flera migrationsvågor till sydostasien, nutida Indonesien och östra Indien. De tidiga vietnameserna levde i nuvarande Nordvietnam och sydvästra Kina varifrån de utvandrade till andra delar av nuvarande Vietnam.
Genetiska analyser visar att de tillhör en mongoloid population som är nära besläktad med dagens sydkineser och andra sydostasiater, men skiljer sig genetiskt från dem med sju unika markörer.
Kinesiska historiker omnämner de första innevånarna i sydkina och norra Vietnam som Baiyue, också förkortat till Yuè, vilket kognatiskt avlett från VietnameiskansViệt.
An Dương Vương grundade 258 f.Kr. kungariket  Âu Lạc  i nuvarande Nordvietnamvilket efter en attack 208 f.Kr. av en arme ledd av den kinesiske generalen Zhao Tuo, vilken tidigare stridit för Qindynastin i Kina, och efter att han besegrat kung An Dương Vương utropade han sig som kung över Nanyue (södra Yue), ett förenat rike av Âu Lạc och av honom tidigare erövrade områden i södra Kina.
Därifrån utgick sedan flera erövringståg, och vietnameserna erövrade landområden som tidigare ingått i Champa-, och Khmerriket.

## Dagens vietnameser
Vietnameserna är idag den dominerande etniska gruppen i Vietnam, och utgör en betydande andel av människor i Kambodja.
Under de Röda khmererna förföljdes vietnameserna, och många som kunde flydde till Vietnam, men sedan 1980 har också många vietnameser flyttat till Kambodja, och vietnameser utgör 5 procent av den kambodjanska nationen.
Under kolonialtiden i Franska Indokina utgjorde Vietnam den viktigaste asiatiska kolonin för Frankrikes kolnialvälde, och vietnameserna hade en högre status än andra etniska grupper i Franska Indokina, varför vietnameser ofta fick administrativa uppgifter i andra kolonier som Laos och Kambodja istället för lokalbelfkningen i de respektive kolonierna, samt oftare sändes på utbildning till Frankrike, i synnerhet om de tillhörde Vietnams elit.
Många vietnameser invandrade också till Frankrike som arbetare, särskilt under första och andra världskriget
När Vietnam uppnådde självständighet från Frankrike 1954, utvandrade många vietnameser som varit lojala mot Franska Indochina, till Frankrike.
Saigons fall, slutet av Vietnamkriget och kommunistregimens maktövertagande över Vietnam, fick miljontals vietnameser att fly landet, varvid många länder gav dem asylrätt, däribland USA, Australien och Kanada.
Samtidigt skickades tusentals vietnameser för utbildning inom Östblocket, och även efter Berlinmurens fall valde många att stanna kvar i deras nya värdländer.

## Folkmord i Kambodja
Den 16 november 2018 dömdes de två tidigare styrelsemedlemmarna för det kambodjanska kommunistpartiet de röda khmererna, Khieu Samphan och Nuon Chea, skyldiga till folkmord på vietnameser vilka tillfångatogs, torterades och avrättades i dåvarande Demokratiska Kampuchea 1975–1979.